# Alba (vino)
L'Alba è un vino a DOC prodotto nelle Langhe cuneesi.

## Tipologie
Sono previste le tipologie "Alba" e "Alba riserva", entrambe prodotte con une Nebbiolo almeno al 70% e Barbera almeno al 15%, con un massimo del 5% di altre uve piemontesi.
Il disciplinare è stato approvato con DM il 30 novembre 2011.